# Aaron Traywick
Aaron James Traywick (19 de diciembre de 1989 - 29 de abril de 2018) fue un empresario estadounidense y activista de la extensión de vida en las comunidades de transhumanismo y biohacking. Trató de desarrollar terapias génicas para poner a disposición tratamientos económicos para enfermedades incurables como el SIDA y el virus del herpes simple. Su falta de formación médica y sus métodos poco convencionales, como durante la emisión de un programa se pudo ver a un asociado inyectándose a sí mismo con una "terapia génica experimental no probada" y luego haciéndose lo mismo a sí mismo en una demostración pública en el escenario, generaron numerosas críticas.

## Educación
Aaron Traywick era residente de Elmore, Alabama, y se graduó de la escuela secundaria Stanhope Elmore. Se graduó de la Universidad de Montevallo en Alabama con una licenciatura en estudios interdisciplinarios; no tenía experiencia en ciencias ni formación formal en medicina clínica.

## Carrera
Desde enero de 2016 hasta su terminación en julio de 2016, trabajó para abogar por la inversión en enfoques radicales contra el envejecimiento en el Global Healthspan Policy Institute iniciado por su primo. En 2017 fundó Ascendance Biomedical en Washington D. C. con la misión de "hacer que las tecnologías biomédicas de vanguardia estén disponibles para todos".
Las terapias génicas caseras autoadministradas de Traywick recibieron una atención sustancial de los medios. En octubre de 2017, Ascendance Biomedical compartió una transmisión en vivo del asociado de Traywick, Tristan Roberts, inyectándose una "terapia génica experimental no probada" para el VIH a través del servicio de transmisión en vivo de Facebook. Durante una presentación en la BodyHacking Con de febrero de 2018 en Austin, Texas, Traywick se inyectó algo a lo que se refirió en ese momento como un "compuesto de investigación". En una conversación posterior con reporteros de la BBC, habló de él como un "tratamiento" para el virus del herpes, un término con un significado específico sujeto a las regulaciones de la FDA. Poco después del evento, la FDA emitió una declaración sobre los peligros inherentes de este enfoque para la edición de genes no probados, sin mencionar el nombre de la empresa:

La FDA es consciente de que se están poniendo a disposición del público productos de terapia génica destinados a la autoadministración y kits DIY para producir terapias génicas para la autoadministración. La venta de estos productos es ilegal. A la FDA le preocupan los riesgos para la seguridad. Se advierte a los consumidores que se aseguren de que cualquier terapia génica que estén considerando haya sido aprobada por la FDA o esté siendo estudiada bajo la supervisión reguladora adecuada.
Administración de Alimentos y Medicamentos de los Estados Unidos

En el momento de su muerte, Traywick estaba planeando un ensayo de terapia génica CRISPR para el tratamiento del cáncer de pulmón en Tijuana, México, y se desempeñaba como director gerente de Inovium Rejuvenation, que estaba realizando preinscripciones para ensayos aprobados por la FDA en varios lugares de EE. UU. para revertir la menopausia, rejuvenecer los ovarios, restaurar la fertilidad y devolver los niveles hormonales a los de la juventud.
Aparece como sujeto en el documental Citizen Bio de Showtime de 2020, dirigido por Trish Dolman . También es un tema en la serie limitada de Netflix Unnatural Selection.

## Muerte
El 29 de abril de 2018, Traywick fue encontrado muerto en un tanque de aislamiento de privación sensorial en un spa flotante en Washington D. C., a la edad de 28 años. Su cuerpo fue descubierto después de que el personal del spa notó que no salió de la sala  después de que terminó su cita y el tanque se drenó automáticamente.
Un portavoz del spa dijo a los medios de comunicación que se encontró parafernalia de drogas entre las pertenencias de Traywick, aunque la policía no lo confirmó en ese momento. La autopsia de Traywick, informada en junio de 2018, concluyó que murió ahogado; la droga ketamina también se encontró en su sistema. La ketamina, un anestésico disociativo, a veces se usa como droga recreativa.